# Protéine hétérotrimérique
Se dit d'une protéine composée de trois sous-unités (trimère) distinctes.